# Påståendesats
Påståendesats eller deklarativ sats är en satstyp med vilkens hjälp satsens användare framlägger ett påstående, det vill säga hävdar att ett givet sakförhållande råder eller inte råder.
Analytiskt är ett påstående en beskrivning av sakförhållanden i en underförstådd kontext och en bestämning som uttalar att en viss relation föreligger mellan beskrivningen och det beskrivna. Ex: till beskrivningen 'gröna bilar' kopplas en bestämning till exempel "bilar är gröna", "bilar är inte gröna", "alla bilar är gröna", "20 % av bilarna är gröna", "fyra av bilarna är inte gröna", etc. Ett påstående kan därför även värderas i förhållande till de beskrivna sakförhållandena såsom 'uppfyllt', 'inte uppfyllt' eller ibland även 'kan ej avgöras', dvs (åtminstone i princip) kunna tillskrivas ett sanningsvärde.
Begreppet påstående är grundläggande i den aristoteliska logiken. Där är ett påstående en sats som antingen är sant eller falskt. I denna logik är då en sats som inte kan avgöras ej ett påstående utan en meningslös sats.